# Король Олег Іванович
Олег Іванович Король (біл. Алег Іванавіч Кароль; нар. 7 листопада 1969, Берестя, Білоруська РСР) — радянський та білоруський футболіст, захисник. Виступав за збірну Білорусі. Нині тренер, очолює футбольний клуб «Барановичі».

## Клубна кар'єра
Навчався у СДЮШОР №5 міста Берестя. Професіональну кар'єру гравця розпочалася у 1990 році у клубі третьої за силою радянської ліги «Динамо» (Берестя). На початку 1992 року перебував у складі липецького «Металурга», але того ж року повернувся до «Динамо», з яким провів 83 матчі у вищій лізі Білорусі. У 1995 році підписав контракт із клубом грецької Суперліги «Іракліс», проте провів за команду лише 5 матчів і в 1996 році знову опинився у берестейському «Динамо». Наприкінці 1996 року переїхав до Угорщини, де виступав до 1999 року і провів загалом 84 матчі та забив 2 голи за різні клуби чемпіонату Угорщини. 2000 рік розпочав у складі словацького клубу ДАК 1904, але по ходу сезону повернувся до Білорусі, в борисовський БАТЕ. 2001 року в черговий раз став гравцем берестейського «Динамо» та провів за команду один сезон. Останньою командою футболіста стала «Береза» з однойменного міста, за яку він виступав із 2003 по 2005 рік у Першій лізі. Там же почалася тренерська кар'єра гравця, оскільки в клубі був призначений на посаду граючого тренера.
2006 року Олег Король увійшов до тренерського штабу «Динамо-Берестя», де працював до 2009 року. У 2014 році був тренером клубу «Граніт» під керівництвом Валерія Бохна. 29 серпня 2017 став головним тренером клубу Першої ліги «Слонім-2017». Після закінчення сезону 2018 року покинув клуб. З січня 2019 року до жовтня 2019 року – головний тренер пінської «Хвилі». 15 січня 2020 року повернувся до «Граніту» вже головним тренером.

## Кар'єра в збірній
У 1996 році взяв участь у двох товариських матчах збірної Білорусі з командами Литви та ОАЕ.